# Liste der Monuments historiques in Hartmannswiller
Die Liste der Monuments historiques in Hartmannswiller führt die Monuments historiques in der französischen Gemeinde Hartmannswiller auf.

## Liste der Bauwerke
| Bezeichnung                      | Beschreibung | Standort                  | Kennzeichnung | Schutzstatus | Datum | Bild           |
| -------------------------------- | --- | ------------------------- | ------------- | ------------ | ----- | -------------- |
| Schlachtfeld Hartmannswillerkopf | Befestigungs- und Grabensystem des Ersten Weltkriegs mit Unterständen, Stollen und Schützengräben; auch auf dem Gebiet von Soultz-Haut-Rhin, Uffholtz, Wattwiller und Wuenheim | westlich des Ortes (Lage) | PA00085453    | Classé       | 1921  | weitere Bilder |
| Wehrfriedhof                     | um 1500 angelegt | Rue de l’Église (Lage)    | PA00085455    | Classé       | 1920  | weitere Bilder |
| Schloss Hartmannswiller          | Wasserburg, Ende des 14. Jahrhunderts, 1718 zum Schloss umgebaut | 6 rue du Château (Lage)   | PA00085454    | Inscrit      | 1988  | weitere Bilder |